# Chrysometa acinosa
Chrysometa acinosa là một loài nhện trong họ Tetragnathidae.
Loài này thuộc chi Chrysometa. Chrysometa acinosa được miêu tả năm 2007 bởi Álvarez-Padilla.